# Junot Díaz
Junot Díaz (Santo Domingo, 31 dicembre 1968) è uno scrittore dominicano naturalizzato statunitense, vincitore del Premio Pulitzer per la narrativa nel 2008 con il romanzo La breve favolosa vita di Oscar Wao.
Nato a Santo Domingo, nella Repubblica Dominicana, Díaz si trasferisce con la sua famiglia nel New Jersey all'età di sei anni. Consegue un Bachelor of Arts presso la Rutgers University e dopo aver ottenuto un MFA in Scrittura Creativa presso la Cornell University, nel 1995 pubblica il suo primo libro, una raccolta di racconti intitolata Drown. Nel 2007 esce il suo primo romanzo, La breve favolosa vita di Oscar Wao, seguito poi da un'altra raccolta di racconti, È così che la perdi, nel 2012. Nello stesso anno, viene pubblicato sul The New Yorker Monstro, un racconto fantascientifico che sarebbe dovuto diventare un romanzo, ma che l'autore dichiarerà in seguito di aver abbandonato. Nel marzo del 2018 è uscito Islandborn, un libro per l'infanzia.

## Biografia
Díaz nasce a Santo Domingo, nella Repubblica Dominicana, terzo di cinque fratelli. Durante gran parte della sua infanzia, vive con la madre e i nonni a Santo Domingo, mentre il padre lavora negli Stati Uniti. Nel dicembre 1974 si trasferisce da quest'ultimo nella cittadina di Parlin, New Jersey, a meno di un miglio da quella che lo scrittore segnalerà essere "una delle più ampie discariche del New Jersey."
Díaz frequenta la Madison Park Elementary School e diventa un lettore appassionato, assiduo frequentatore della biblioteca pubblica. Rivolge il suo interesse a film e libri apocalittici, specialmente all'opera di John Christopher, ai film de Il pianeta delle scimmie, e alla miniserie della BBC Edge of Darkness. Come dichiarato in alcune interviste ed espresso anche nel suo romanzo, Díaz collega il suo interesse per la fantascienza e il fantasy alla sua esperienza di immigrato, ricordando la sensazione di disorientamento e stupore provata passando dal villaggio rurale di Santo Domingo in cui viveva senza bagno ed elettricità, immerso in una dimensione quasi atemporale, agli elevati standard di vita statunitensi:
(Intervista di Marina Lewis, Other Voices #36)
Díaz si diploma alla Cedar Ridge High School di Old Bridge Township, New Jersey, nel 1987, e non inizierà la sua attività di scrittore se non prima di qualche anno. Dopo il liceo, frequenta per un anno il Kean College di Union, New Jersey, prima di trasferirsi e terminare il suo Bachelor of Arts al Rutgers College nel 1992, laureandosi in Lettere. Qui Díaz vive a Deamarest Hall, la sede dell'università che ospita i dipartimenti di scrittura creativa, e prende parte a numerose organizzazioni studentesche. Dichiarerà in seguito che l'università "lo ha salvato," offrendogli l'opportunità di sfuggire ai ricordi nascosti di un abuso subito a soli 8 anni, un episodio di cui parla per la prima volta in un articolo pubblicato sul The New Yorker nel 2018.

Durante il periodo dell'università legge i libri di due tra le scrittrici che più lo influenzeranno a diventare uno scrittore, Toni Morrison e Sandra Cisneros. Si paga l'università lavorando come fattorino di tavoli da biliardo, lavapiatti e benzinaio, e lavorando in un'acciaieria. In un'intervista del 2010, Díaz riflette sulla sua esperienza di crescita in America e sui lavori che gli hanno permesso di frequentare il college:
(Intervista di Yao Hing, Global Times China)
Dopo aver conseguito la laurea alla Rutgers University, Díaz lavora presso la Rutgers University Press come assistente editoriale. Successivamente, entra a far parte del programma di scrittura creativa della Cornell University nel 1993, grazie ad un racconto in cui viene introdotto per la prima volta Yunior, il narratore e alter ego di gran parte delle opere di Díaz. Il personaggio di Yunior diventerà molto importante nei suoi lavori successivi come Drown e È così che la perdi. Yunior sarà il centro dell'opera di Díaz, come spiegato dall'autore stesso. La sua idea principale, fin dal primo libro, era di scrivere sei o sette libri su Yunior che avrebbero formato così un grande romanzo. L'inserimento nel prestigioso programma di scrittura creativa fu una sorpresa per Díaz, in quanto non fu lui, ma la sua fidanzata del tempo, a mandare la domanda di iscrizione.
Nel 1995 consegue il MFA presso la Cornell University, dove scrive gran parte del suo primo libro di racconti, Drown, pubblicato nel 1996.
Nel 2009 è un Millet Writing Fellow alla Wesleyan University e partecipa alla Wesleyan's Distinguished Writers Series.
Attualmente, Díaz associa all'attività di scrittore quella di docente di scrittura creativa presso il Massachusetts Institute of Technology e quella di responsabile della narrativa per la Boston Review. È membro fondatore della fondazione VONA/Voices of Our Nations Arts Writing Workshop, che si pone l'obbiettivo di formare giovani scrittori di colore, ed è molto attiva all'interno della comunità dominicano-americana.
Díaz è parente della giornalista americana Nefertiti Jáquez ed è legato sentimentalmente alla scrittrice e fumettista Marjorie Liu.

## Carriera letteraria

### Primi racconti eDrown(1996)
Díaz esordisce con la pubblicazione del racconto Ysrael sulla rivista Story nel 1995, quando sta terminando la sua tesi di laurea specialistica. Un altro racconto, How to Date a Brown Girl (Black Girl, White Girl, or Halfie) viene pubblicato nello stesso anno sulla prestigiosa rivista The New Yorker, sotto la guida dell'editore Bill Buford. Grazie a quest'ultimo e al suo talento, Díaz riesce a procurarsi un agente e ad esordire con una raccolta di racconti intitolata Drown e pubblicata nel 1996.
I racconti che costituiscono Drown sono interconnessi l'uno con l'altro, principalmente grazie a Yunior, narratore di gran parte di essi, e tramite tematiche ricorrenti. Il libro tratta di esperienze diasporiche di personaggi di origine e nazionalità dominicana ed è narrato in un gergo sapientemente elaborato, che unisce termini ed espressioni di origine afroamericana e latinoamericana, in cui inglese e spagnolo formano una lingua mista che crea un potente effetto sul lettore. Drown introduce alcune delle tematiche che caratterizzeranno anche la produzione successiva di Díaz, quali l'immigrazione, l'ipermascolinità, e gli effetti del razzismo e della povertà su individui, famiglie e comunità. Il libro ebbe un clamoroso successo di critica, ma uno scarso successo di pubblico. Per un autore dominicano di 28 anni fu comunque considerato un esordio molto promettente.
Esiste una traduzione in spagnolo di Drown, intitolata Negocios, che richiama il nome che aveva il libro mentre Díaz lo stava terminando.
Nel 1999, Díaz viene inserito nella lista dei "20 Under 40" del The New Yorker, in cui vengono elencati gli scrittori più promettenti della letteratura americana contemporanea. Nello stesso anno, riceve una Guggenheim Fellowship che gli permette di poter vivere per un anno a Città del Messico, dove si dedica alla scrittura di un romanzo e a migliorare il suo spagnolo. La sua amicizia con lo scrittore guatemalteco Francisco Goldman, suo vicino di casa, svolse un ruolo fondamentale nella genesi del romanzo che Díaz stava scrivendo.

### La breve favolosa vita di Oscar Wao(2007)
L'opera più conosciuta di Díaz, La breve favolosa vita di Oscar Wao, viene pubblicata nel settembre 2007, dieci anni dopo il suo primo libro Drown. Il nuovo romanzo racconta la vicenda di Oscar, giovane di origini dominicane che vive nel New Jersey, e della sua famiglia composta dalla sorella Lola e dalla madre Beli. Il romanzo è una saga familiare, ambientata tra gli Stati Uniti e la Repubblica Dominicana, in cui le storie di Oscar e della sua famiglia si intrecciano con la storia della Repubblica Dominicana, specialmente durante il periodo della dittatura di Rafael Leónidas Trujillo, detto anche "El Jefe," personaggio storico che riveste una estrema importanza nella vita dei personaggi del libro. In La breve favolosa vita di Oscar Wao trovano spazio temi cari a Diaz, dal machismo dominicano alla storia travagliata della Repubblica, rielaborati nel suo stile unico e inconfondibile, con echi del realismo magico che connota gli autori latinoamericani.
La critica del The New York Times Michiko Kakutani, descrive il romanzo di Díaz come un mix di Spanglish che anche un lettore monolingue può facilmente digerire, pieno di note in stile David Foster Wallace, e individua i due temi centrali del romanzo nella Repubblica Dominicana, madrepatria infestata di fantasmi, e nell'America, la terra della libertà ma non delle così splendide possibilità, verso la quale i protagonisti fuggono, come parte della grande diaspora dominicana.
Per quanto riguarda il protagonista del romanzo, Díaz lo ha così descritto:
(Intervista di Edwige Danticat, BOMB Magazine)
Díaz ha sempre sostenuto che esiste una significativa connessione tra la fantascienza, i generi letterari epici e la sfaccettata esperienza dell'immigrato. Nel romanzo sono infatti numerosi i riferimenti a opere fantasy come la saga de Il Signore degli Anelli, ad opere fumettistiche come I Fantastici Quattro e Watchmen, a film e serie TV fantascientifiche come Star Wars e Doctor Who.
Come in Drown, anche ne La breve favolosa vita di Oscar Wao, la commistione tra inglese e spagnolo è determinante. La particolarità dell'uso incrociato di queste due lingue sta nell'assenza nel testo di una qualsiasi forma di traduzione dei termini utilizzati; questa scelta può trasmettere una certa ambiguità nel lettore che non conosce la lingua, ma non rende la prosa illeggibile, anzi, ne potenzia i risvolti. A questo proposito, Díaz ha dichiarato che "è ora che le persone inizino ad abituarsi che gli Stati Uniti comprendono anche una larga parte di persone che parlano lo spagnolo."
Nel 2007 la Miramax compra i diritti per un adattamento cinematografico di La breve favolosa vita di Oscar Wao, ma non si hanno ancora notizie sull'effettiva messa in opera della produzione.
Il romanzo vince il premio Pulitzer nel 2008, e rappresenta un grande traguardo sia per Díaz che per gli scrittori di colore e per i rappresentanti di minoranze, come segno di una nuova tendenza in atto nel panorama letterario statunitense.

### È così che la perdi(2012) eMonstro
Nel settembre del 2012, Díaz pubblica la raccolta di racconti intitolata È così che la perdi. Il libro viene inserito tra i finalisti del National Book Award nel 2012. Dopo La breve favolosa vita di Oscar Wao, Díaz torna di nuovo alla forma breve con cui ha esordito. Il libro è composto da una serie di racconti che hanno in comune temi cari all'autore quali la mascolinità, il razzismo, l'amore, l'intimità e l'affetto. La critica al machismo dominicano, al razzismo e alla supremazia bianca, viene elaborata e inscritta sapientemente nelle situazioni in cui i suoi personaggi vengono a trovarsi. Nei racconti, l'autore spazia dalla prima alla terza persona singolare, passando addirittura alla seconda persona singolare, generando un'opera interessante anche dal punto di vista dello stile e delle tecniche narrative utilizzate.
Nel 2012 Díaz riceve il MacArthur "Genius Grant" dal valore di 500,000$. Il premio, definito dall'autore un "meraviglioso e strabiliante onore", lo lascia senza parole per due giorni.
Un sondaggio di critici statunitensi promosso da BBC Culture nel 2015, nomina La breve favolosa vita di Oscar Wao come il miglior romanzo del XXI secolo, individuando il suo merito nell'aver messo in discussione il concetto di ciò che significa essere americano.
Nel 2012, anno in cui esce alle stampe la raccolta È così che la perdi, un nuovo racconto di Díaz dal titolo Monstro viene pubblicato sul The New Yorker. Dopo La breve favolosa vita di Oscar Wao, Díaz aveva dichiarato di aver iniziato a lavorare ad un secondo romanzo, un'epica fantascientifica che aveva lo stesso nome del racconto. In un'intervista a Wired del 2012, l'autore parlando dell'opera in corso, dichiara che probabilmente il romanzo non verrà mai completato, e conferma tre anni dopo di avere del tutto accantonato l'impresa in un'intervista per Words on a Wire.

### Islandborn(2018)
Nel 2018, Díaz pubblica il libro per bambini Islandborn insieme all'illustratore Leo Espinosa. Molti anni prima aveva promesso alle sue figliocce, che volevano poter vedere e leggere di ragazze dominicane del Bronx, di scrivere per loro un libro con questi elementi.

## Attivismo politico
Díaz è stato parte attiva in una serie di organizzazioni a New York, dai Pro-Libertad, al Partito Comunista dei Lavoratori Dominicani (Partido de los Trabajadores Dominicanos), all'Unione dei Giovani Dominicani (Unión de Jóvenes Dominicanos). È stato ed è tuttora critico fervente della politica di immigrazione degli Stati Uniti. Attualmente è presidente onorario del Progetto DREAM, un programma di istruzione no profit, dedicato a giovani immigrati negli Stati Uniti.
Il 22 maggio 2010 il suo nome è stato selezionato per la giuria del Premio Pulitzer: è il primo membro di origini latinoamericane scelto a far parte della commissione del prestigioso premio, un fatto per cui si dichiarerà incredibilmente onorato.
Nel 2013, in seguito a una decisione del governo dominicano di rendere di fatto apolidi i cittadini dominicani di discendenza haitiana, Díaz firma un articolo con i colleghi scrittori Edwige Danticat, Julia Alvarez e Mark Kurlansky in cui definisce la sentenza "razzismo istituzionalizzato," paragonandolo a quanto successo in passato in Germania, nei Balcani e in Sudafrica. Dopo l'uscita dell'articolo, alcune personalità di spicco della comunità dominicana hanno attaccato direttamente lo scrittore. In una lettera pubblicata online dalla testata 7 Dias, 8 scrittori dominicani tra cui Efraim Castillo e Eduardo Gautreau de Windt, hanno accusato Díaz di "non conoscere il contenuto e la portata della decisione, destinata a rendere migliore la situazione degli immigrati e dei loro discendenti." La lettera si conclude sostenendo che l'interesse dell'autore nei confronti della madrepatria è "finto", "inutile" e "offensivo."
Nell'ottobre 2015, Eduardo Selman, Console Generale della Repubblica Dominicana a New York, ha definito Junot Díaz un "anti-Dominicano" e gli ha revocato l'Ordine del Merito della Repubblica Dominicana conferitogli nel 2009.

## Opere

### Raccolte di racconti
- 1996. Drown, New York: Riverhead, ISBN 978-1-57322-041-5

Drown (A picco), trad. di Tilde Riva, Milano, Bompiani, 1997, ISBN 88-452-3033-3
- 2012. This Is How You Lose Her, New York, Riverhead, ISBN 978-1-59448-736-1

È così che la perdi, trad. di Silvia Pareschi, Milano, Mondadori, 2013. ISBN 9788804641810

### Romanzi
- 2007. The Brief Wondrous Life of Oscar Wao, New York, Riverhead

La breve favolosa vita di Oscar Wao, trad. di Silvia Pareschi, Milano, Mondadori, 2008, ISBN 978-88-04-57713-3

### Libri per bambini
- 2018. Islandborn, New York, Dial Books for Young Readers, ISBN 9780735229860

## Premi
- 2002. Premio PEN/Malamud
- 2008. Premio Pulitzer per La breve favolosa vita di Oscar Wao
- 2007. National Book Critics Circle Award per La breve favolosa vita di Oscar Wao
- 2009. International IMPAC Dublin Literary Award finalista per La breve favolosa vita di Oscar Wao
- 2012. MacArthur Fellowship
- 2012. National Book Award, finalista per È così che la perdi[46]
- 2013. Honorary Doctorate (Doctor of Letters), Brown University[47]